# Promozione della salute

Bandiera dell'OMS/WHO

La promozione della salute, pur essendo un concetto teorizzato in varie epoche storiche, è stato codificato nel 1986 dalla Carta di Ottawa per la promozione della salute; a distanza di più di trent'anni costituisce un importante quanto attuale documento di riferimento per lo sviluppo di politiche orientate alla salute.

## Definizione
Secondo la Carta, sottoscritta dagli Stati appartenenti all'Organizzazione Mondiale della Sanità (OMS), essa viene definita come "il processo che consente alle persone di esercitare un maggior controllo sulla propria salute e di migliorarla".
Questa definizione implica:
- la creazione di ambienti che consentano di offrire un adeguato supporto alle persone per il perseguimento della salute negli ambienti di vita e di lavoro, attraverso condizioni di maggiore sicurezza e gratificazione;
- il rafforzamento dell'azione delle comunità che devono essere adeguatamente sostenute per poter operare autonome scelte per quanto riguarda i problemi relativi alla salute dei cittadini che vi appartengono;
- il riorientamento dei servizi sanitari nella logica di renderli più adeguati ad interagire con gli altri settori, in modo tale da svolgere un'azione comune per la salute della comunità di riferimento; in questo senso, la promozione della salute include ma non si limita alle attività di prevenzione in sanità.

## Obiettivi
La promozione della salute mira soprattutto a raggiungere l'eguaglianza nelle condizioni di salute. Il suo intervento si prefigge di ridurre le differenziazioni evidenti nell'attuale stratificazione sociale della salute, offrendo a tutti eguali opportunità e risorse per conseguire il massimo potenziale di salute possibile. Questo comprende: un saldo radicamento in un ambiente accogliente, l'accesso alle informazioni, le competenze necessarie alla vita, la possibilità di compiere scelte adeguate per quanto concerne la propria salute. Un’attività efficace di promozione della salute prevede di tendere all'armonia del benessere fisico con quello mentale, sociale e spirituale.
Non è possibile conquistare il massimo potenziale di salute se non si è in grado di controllare i fattori determinanti della salute.
La salute è un bene essenziale per lo sviluppo sociale, economico e personale, ed è aspetto fondamentale della qualità della vita. I fattori politici, economici, sociali, culturali, ambientali, comportamentali e biologici possono favorirla così come possono lederla.
Anche gli individui e i gruppi possono diventare soggetti attivi nel perseguimento di uno stato di buona salute quando sono in grado di identificare e realizzare le proprie aspirazioni, di soddisfare i propri bisogni, di modificare l'ambiente o di adattarvisi.

## Enti preposti e SIPS
La promozione della salute non è responsabilità esclusiva del settore sanitario, dovendo coinvolgere anche i settori che influiscono sulla salute stessa con un approccio definito "intersettoriale"; che preveda, cioè, l'intervento, la collaborazione e il coordinamento di settori diversi dalla sanità (istruzione, cultura, trasporti, agricoltura, turismo, ecc.) per realizzare iniziative in grado di migliorare lo stato di salute della popolazione. Essa porta il problema all'attenzione dei responsabili delle scelte in tutti i settori, a tutti i livelli, invitandoli alla piena consapevolezza delle conseguenze sul piano della salute di ogni loro decisione, e ad una precisa assunzione di responsabilità in merito.
Il 21 gennaio 2012 è stata fondata la SIPS - Società Italiana Promozione Salute. La Società Italiana per la Promozione della Salute (SIPS) è una società scientifica con organizzazione nazionale e articolazione territoriale a livello regionale avente come finalità:
a) favorire le ricerche e lo sviluppo scientifico relativamente alla promozione della salute;
b) sviluppare e diffondere conoscenze scientifiche, competenze professionali e buone pratiche in tema di promozione della salute basate su evidenze scientifiche;
c) promuovere la cultura dell'interdisciplinarità, della interprofessionalità, della intersettorialità, della integrazione interistituzionale, della partecipazione individuale e sociale in funzione del miglioramento della salute della popolazione;
d) supportare le politiche di promozione della salute condotte da amministrazioni locali, regionali, nazionali ed internazionali, nonché da parte di organizzazioni, associazioni ed aziende impegnate in quest'ambito;
e) promuovere attività di carattere scientifico, formativo e divulgativo in materia di promozione della salute;
f) fornire consulenza scientifica, collaborare ed interagire con quelle Società, Associazioni ed Enti locali, regionali, nazionali ed internazionali che operano nel campo della promozione della salute.

## Statistiche
Accreditati studi internazionali hanno effettuato una stima quantitativa dell'impatto di alcuni fattori sulla longevità delle comunità, utilizzata come indicatore della salute. I fattori socioeconomici e gli stili di vita contribuiscono per il 40-50%; lo stato e le condizioni dell'ambiente per il 20-33%; l'eredità genetica per un altro 20-30%, ed i servizi sanitari per il restante 10-15%.
Il gradiente socioeconomico risulta essere il più rilevante fattore esplicativo della quantità di vita (e probabilmente della qualità), e di conseguenza risulta più importante di altri fattori come, ad esempio, il contributo dei sistemi sanitari. Infatti, quando si valutano e si comparano i risultati dei sistemi sanitari in termini di longevità delle popolazioni di riferimento, si vede come tra i paesi industrializzati avanzati che garantiscono un accesso equo ai servizi non esista praticamente nessuna correlazione tra la spesa (e quindi le disponibilità di servizi e operatori sanitari) e la speranza di vita. Questo fatto non deve in effetti sorprendere perché, come visto, altri fattori sono più atti a produrre "longevità", e quindi a spiegare tali differenze. La "cultura" mediterranea, per fare un esempio, legata essenzialmente a specifici fattori alimentari e climatici, concede una "rendita" di partenza in termini di speranza di vita ai popoli del Sud dell'Europa di circa 3-4 anni rispetto a quelli del Nord, e ciò indipendentemente dall'efficienza e dall'efficacia dei servizi sanitari.